# Jerzy Paweł Duda
Jerzy Paweł Duda (ur. 17 lipca 1950 w Gorzowie Wielkopolskim, zm. 17 lipca 2013 tamże) – polski twórca, wykonawca i popularyzator piosenek z kręgów tzw. piosenki turystycznej, poezji śpiewanej i studenckiej. Laureat licznych konkursów, turysta, konstruktor instrumentu zwanego toruniolą. Tytuł Głównego Eksperta ds. Piosenki Turystycznej, nadała mu 3 grudnia 1975 r. Rada Naczelna SZSP oraz SPiT Almatur.
W czasach licealnych uświetniał grą na gitarze i fortepianie uroczystości szkolne. Ukończył także Państwową Szkołę Muzyczną I stopnia w Gorzowie Wielkopolskim. Z wykształcenia był matematykiem – studiował na Uniwersytecie Warszawskim, wykładał na Politechnice Gdańskiej. Autor i wykonawca kilkuset piosenek z kręgu tzw. poezji śpiewanej, a także autor pionierskiej pracy teoretycznej z zakresu historii i roli kulturowej piosenki turystycznej w Polsce – O definicji piosenki turystycznej z 1978 r. Odkrywca talentu kilku artystów, takich jak: Elżbieta Adamiak, Piotr Bukartyk, czy kompozytor muzyki filmowej Michał Lorenc. Nagrał dwie kasety: Dwa krzyże i Beskidzie mój. Jego kompozycję Psalm Narodzenia do tekstu Joanny Kulmowej śpiewa chór Cantabile (psalm został zarejestrowany na płycie chóru).
Był laureatem wielu ważnych, krajowych festiwali piosenki studenckiej i turystycznej w tym między innymi: Nagroda dla duetu współtworzonego z Andrzejem Wierzbickim na Nocnym Śpiewaniu na Zamku w Radzyniu Chełmińskim w 1976 r. (była to pierwsza edycja imprezy), I nagrody na Przeglądzie Piosenki Turystycznej „YAPA” w 1984 r., w Łodzi,  I nagrody na Przeglądzie Piosenki Turystycznej „Bazuna” w 1985 r., w Gołuniu,  I nagrody OKR – Zamkowe Spotkania „Śpiewajmy poezję” w 1989 r., w Olszynie, I nagrody na Giełdzie Piosenki Turystycznej w 1995 r., w Szklarskiej Porębie, nagrody honorowej Korneliusza Pacudy na Festiwalu Country w Rypinie, w 1996 r. oraz I nagrody na Przeglądzie Piosenki Turystycznej „Bazuna” w 1997 r., w Wejherowie. Zdobył ok. 80 nagród za piosenki będące w większości jego kompozycjami. Pracował w Grodzkim Domu Kultury, gdzie od 1981 r. prowadził Klub Piosenki. Był jurorem i konsultantem wielu gorzowskich festiwali muzycznych w tym eliminacji wstępnych do Ogólnopolskiego Festiwalu Piosenki Wygraj Sukces. Kilkukrotnie zasiadał w jury Bazuny (1972, 1990, 1991).
Pochowany na Cmentarzu Komunalnym w Gorzowie Wielkopolskim, przy ul. Żwirowej.

## Ważniejsze cykle piosenek
- Cykle Psalmy, Błękit i inne do tekstów Joanny Kulmowej;
- Cykl biblijny i inne do tekstów Władysława Wróblewskiego;
- Cykl bieszczadzki do tekstów Jerzego Harasymowicza, Petera Murianki, Urszuli Janickiej-Krzywdy i innych autorów;
- Czastuszki do tekstów Małgorzaty Jędryczki;
- Cykl cygański do wierszy Edwarda Dębickiego, Ryszarda Kucia oraz wierszy zgłoszonych na Konkurs Poetycki im. Papuszy;
- Program do tekstów Antoniego Murackiego;
- Cykl piosenek do tekstów poetów z Gorzowa, począwszy od wierszy Władysława Łazuki, z tomików autorów wydanych przez GTK oraz RSTK, a kończąc na najnowszych wierszach Beaty Patrycji Klary;
- Cykl do wierszy satyrycznych Ferdynanda Głodzika;
- Cykl do tekstów Barbary Bigos skomponowanych dla Spotkań Młodych Autorów i Kompozytorów w Myśliborzu;
- Cykl do tekstów z internetowego Forum Sukcesu